# وینباند

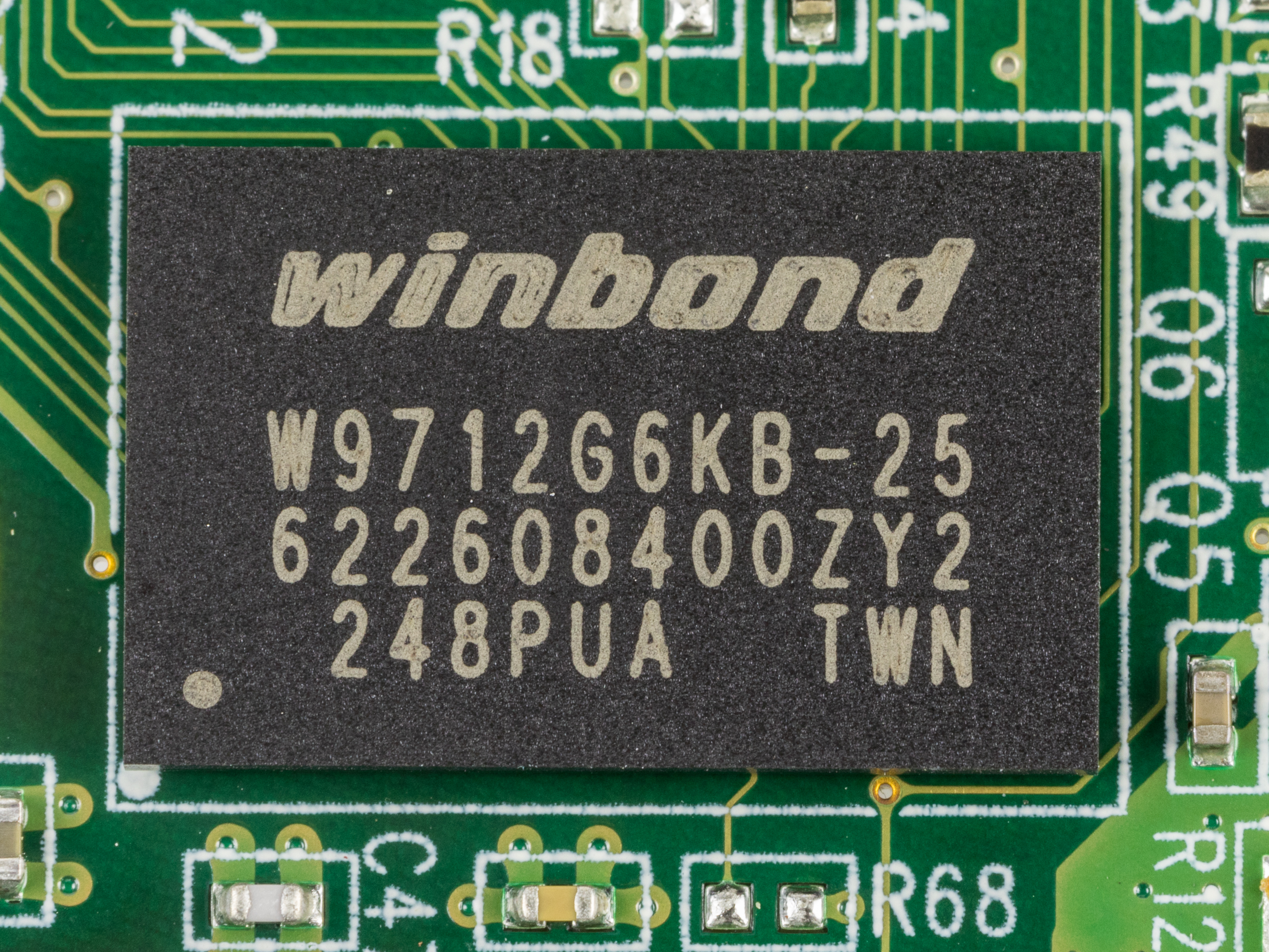
چیپ ساخته شده توسط شرکت وینباند.

وینباند (انگلیسی: Winbond) شرکت الکترونیک تایوانی است، که در سال ۱۹۸۶ تأسیس شد.